# Станића кућа
Станића кућа је грађевина која је саграђена 1850. године. С обзиром да представља значајну историјску грађевину, проглашена је непокретним културним добром Републике Србије. Налази се у Ужицу, под заштитом је Завода за заштиту споменика културе Краљево.

## Историја
Трговачка кућа Андре Станића у делу ужичке чаршије званом Царина из 1850. године се састоји од каменог зиданог подрума у којем се одвијала трговина и спратног стамбеног дела. У подрумски део се улази са улице, док се у стамбени део улази са трема који се протеже дуж читаве западне фасаде куће и који се завршава према улици. Станића кућа је специфична по својој оријентацији јер истурени део трема, доксат, није као код других кућа из овог периода окренут према дворишту, већ према улици и чини саставни део уличне фасаде. У централни регистар је уписана 28. јуна 1983. под бројем СК 479, а у регистар Завода за заштиту споменика културе Краљево 13. јуна 1983. под бројем СК 53.